# Смесь французского с нижегородским
Смесь францу́зского с нижегоро́дским — крылатое выражение, означающее смесь различных и зачастую весьма противоположных по духу и несовместимых (вплоть до смешного) частей. Преимущественно относится к культурной жизни, но может применяться по отношению к любому явлению.

## История происхождения
Современное значение фраза приобрела с «лёгкой руки» А. Грибоедова (который иносказательно определил ею «коверканный французскій языкъ французящихъ русскихъ», его современников), вложившего её в уста героя своей известной комедии:

А Гильоме!.. — Здесь нынче тон каков

На съездах, на больших, по праздникам приходским

Господствует еще смешенье языков:

Французского с нижегородским?
— А. С. Грибоедов. Горе от ума
Сама фраза, предполагается, была взята Грибоедовым из современного ему фольклора: после Отечественной войны 1812 года русскими гусарами была придумана смесь шампанского с квасом в пропорции один к одному, которая ими называлась «смесь французского с нижегородским».
Также существует легенда, что славянофилы «на своих собраниях якобы угощались из серебряного ковша квасом напополам с французским шампанским». В дальнейшем это было перенесено и на языковую обстановку — ведь процесс европеизации русского дворянства, приведший к распространению французского языка в дворянском обществе и созданию своеобразного французско-русского жаргона, отмечается ещё со второй половины XVIII века. Ему старалось подражать и провинциальное дворянство, создавая немыслимую смесь двух языков.
Есть и другая версия этимологии: смесь языков французского с «нижегородским» образовалась во время наполеоновского нашествия, когда множество московских дворян мигрировали в Нижний Новгород, где и приобрели тамошний «окающий» говор.
«Литературная энциклопедия», изданная в 1929—1939 годах, в статье о Грибоедове обращает внимание на то, что сам он в своих личных вкусах и пристрастиях не принимал языковой «иностранщины» тогдашних дворянских верхов — смеси «французского с нижегородским».